# اداره بین‌المللی اوزان و مقیاس‌ها
ادارهٔ بین‌المللی وزن‌ها و مقیاس‌ها، (به انگلیسی: International Bureau of Weights and Measures)، (به زبان فرانسه:Bureau international des poids et mesures)، یکی از سه سازمانی است که برای نگهداری از سیستم استاندارد بین‌المللی یکاها (SI) پایه‌گذاری شده‌اند.
این سازمان که معمولاً با اختصار فرانسوی آن، BIPM، شناخته می‌شود، در سال ۱۸۷۵ و پس از امضای پیمان متر، ایجاد شد.